# Erucius fruhstorferi
Erucius fruhstorferi är en insektsart som beskrevs av Bolívar, C. 1930. Erucius fruhstorferi ingår i släktet Erucius och familjen Chorotypidae. Inga underarter finns listade i Catalogue of Life.